# Richard Sukuta-Pasu
Richard Sukuta-Pasu (Wuppertal, 24 de junho de 1990) é um futebolista alemão que joga como atacante. Atualmente, defende o Sandhausen.
Filho de um casal congolês que mudou-se para estudos na então Alemanha Ocidental, Sukuta-Pasu era tido no final da década de 2000 como uma das grandes promessas do futebol alemão. Em apenas dois anos, esteve presente pela seleção alemã em uma boa campanha no mundial da categoria sub-17 e no europeu da categoria sub-19, com um faro de gol que lhe rendia comparações a Lukas Podolski: como ele, demonstrava agilidade e velocidade nos arranques pelos lados do campo, abrindo espaço para colegas que vinham por trás.
Tinha como virtude própria o uso consciente da força física, mas já naquela época apontava-se uma deficiência sua no trato com a bola.